# Xylosma tuberculatum
Xylosma tuberculatum é uma espécie de planta da família Salicaceae.
É endémica da Nova Caledónia.